# Attila spadiceus
El atila polimorfo (Attila spadiceus) es una especie de ave paseriforme de la familia Tyrannidae perteneciente al género Attila. Es nativo de la América tropical (Neotrópico), desde México, por América Central y del Sur. Pocos tiránidos presentan los desafíos taxonómicos de esta especie. Las doce subespecies reconocidas a través de su enorme distribución presentan diferencias substanciales de plumaje; adicionalmente la especie es polimórfica, con morfos grises y rufos ya descritos. Además, existen diferencias razonables entre los cantos de las especies centroamericanas y de las sudamericanas. Debido a todas estas variables, se hace necesaria una amplia y detallada investigación sobre su taxonomía.

## Nombres comunes
Aparte de atila polimorfo (en Ecuador, Venezuela y Perú), se le denomina también atila culiamarillo (en Colombia), atila gritona , atila lomiamarilla (en Costa Rica y Panamá), atila rabadilla brillante (en Honduras y México), atila rabiamarilla (en Nicaragua), mosquero atila (en México) o atrapamoscas quieto polimorfo (en Venezuela).

## Distribución y hábitat
Se distribuye ampliamente y de forma disjunta: desde el noroeste de México, por Guatemala, Belice, Honduras, El Salvador, Nicaragua, Costa Rica, Panamá, hasta el norte y oeste de Colombia, noroeste de Ecuador y noroeste de Venezuela; por el sur y este de Colombia hacia el este por Venezuela, Trinidad y Tobago, Guyana, Surinam y Guayana Francesa, hacia el sur por el este de Ecuador, este de Perú, hasta el norte de Bolivia y la totalidad de la Amazonia brasileña; y una población aislada en la franja atlántica del este de Brasil.
Esta especie, a pesar de ampliamente diseminada, es considerada poco común en una variedad de hábitats naturales: el sub-dosel y los bordes de bosques húmedos (en la Amazonia limitada a terra firme); bosques pantanosos y de estribaciones, crecimientos secundarios, claros, plantaciones y jardines con árboles altos, bosques caducifolios semiáridos, bosques arbustivos y parches arbustivos en sabanas, ocasionalmente en grandes bosques en galería en los Llanos del norte sudamericano, e inclusive bosques de pinos al norte de su zona. Evita las áreas muy perturbadas. Generalmente por debajo de los 1500 m de altitud, ocasionalmente hasta los 2100 m en el noroeste de Ecuador.

## Descripción
El atila polimorfo es un cazamoscas grande,  de cabeza grande, pico ganchudo y ligeramente curvado hacia arriba, y la postura erguida. Mide entre 17 y 20,5 cm de longitud y pesa entre 31 y 44 g). La cabeza es de color verde oliva manchado de negro, la espalda es de color castaño u oliva, el lomo amarillo brillante y la cola marrón. Las alas son de color marrón oscuro con dos barras pálidas en las alas y puntas de plumas pálidas. El pecho blanquecino o amarillo. El amarillo del pecho es variable desde más claro hasta amarillo oscuro. El vientre es de color blanco y más amarillento cerca de la cola. El iris es de color rojo. Los sexos son similares, pero las aves jóvenes tienen una corona canela con flecos y ojos marrones.
A pesar de las variaciones de plumaje y de ser polimórfica, algunas características están siempre presentes: las dos barras distintivas en las alas, la rabadilla amarilla y el pecho estriado, los ojos de amarillo a anaranjado avellana a rojizos, la mandíbula inferior rosada con base y punta oscuras, y las patas gris azuladas.

## Comportamiento
Es un ave obstinada e inconspicua que se encarama erecta en varios niveles, pero principalmente bien arriba del suelo. Vuela en busca de insectos y algunos frutos, generalmente solitaria y no se junta a bandadas mixtas. A menudo menea o sacude la cola hacia abajo.

### Alimentación
Cazan insectos y arácnidos, aprovechando a veces las presas que escapan de las hormigas. Consumen también bayas y semillas.

### Reproducción
Construyen nidos con raíces y con raquis de hojas, en epífitas, retoños o raíces tablares, entre los 0,8 y 3 m del suelo. La hembra pone entre tres y cuatro huevos blancuzcos, rosados o amarillentos con manchas color castaño, rojizo o lila.

### Vocalización
Sus cantos incluyen un fuerte chillido y un quejumbroso llamado. No se mueve al cantar, así que puede ser difícil de visualizar.

## Sistemática

### Descripción original
La especie A. spadiceus fue descrita por primera vez por el naturalista alemán Johann Friedrich Gmelin en 1789 bajo el nombre científico Muscicapa spadicea; su localidad tipo es: «Cayena, Guayana Francesa».

### Etimología
El nombre genérico masculino «Attila» se refiere al guerrero Atila (406-453), rey de los hunos, en relación con la característica agresividad de estas especies; y el nombre de la especie «spadiceus», proviene del latín «spadix, spadicis» que significa ‘de color castaño’.

### Taxonomía
Pocos tiránidos presentan desafíos taxonómicos como esta especie. Las doce subespecies que se reconocen a través de su enorme distribución presentan diferencias substanciales de plumaje, que van desde aves con la cabeza, pecho y manto verde oliva a otras con partes superiores rufas. Aparte de estas diferencias, la especie es polimórfica, con morfos grises y rufos ya descritos. Finalmente, existen diferencias razonablemente marcantes entre los cantos del amanecer de las especies centroamericanas y de las sudamericanas. Debido a todas estas variables, se hace necesaria una amplia y detallada investigación de la taxonomía de esta especie.
Las aves de Centroamérica que poseen una ligera diferencia en la estructura del canto del amanecer y también tienden hacia un plumaje ocre más ligero, independiente de la Regla de Gloger, a veces son clasificadas como una especie separada Attila flammulatus. Su canto característico al alba ha sido analizado en detalle: tiene un número muy variable de «uiris» que pueden llegar a ser «uiri'os», y con frecuencia terminan en un woo-juit; ha sido desarrollado un modelo matemático complejo para simular su canto. Sin embargo, debido a la variabilidad de las vocalizaciones se precisan más datos antes de que la separación en dos o más especies sea técnicamente plausible. La American Ornithological Society se ha abstenido hasta la fecha de reconocerla formalmente.
La forma descrita A. spadiceus mexicanus Nelson, 1901 (de Tabasco, México) se considera indistinguible de flammulatus, y la forma A. spadiceus idiotes Todd, 1916, se considera indistinguible de sclateri.

### Subespecies

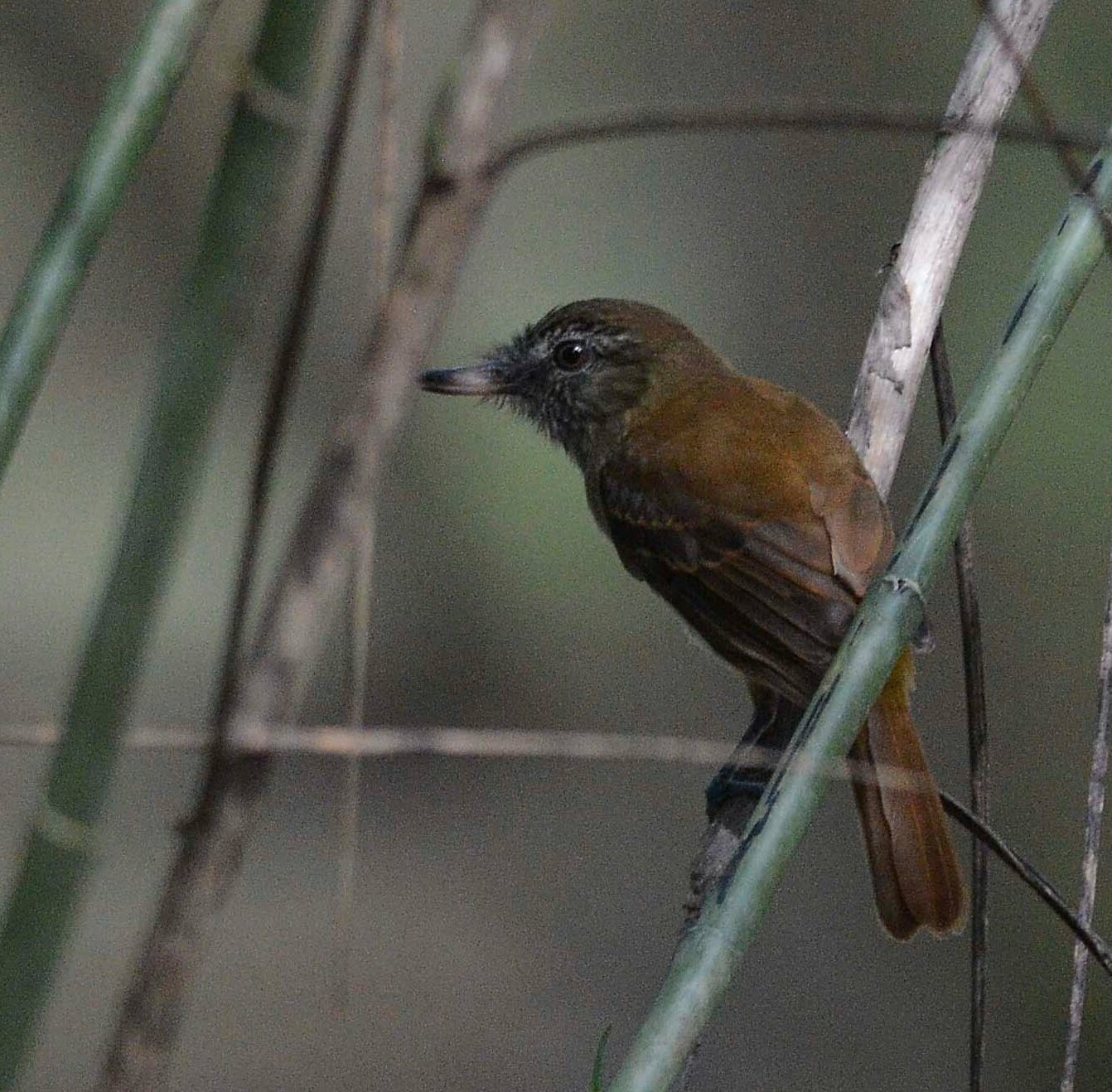
Attila spadiceus gaumeri, Campeche, México.

Según las clasificaciones del Congreso Ornitológico Internacional (IOC) y Clements Checklist/eBird se reconocen doce subespecies, con su correspondiente distribución geográfica:
- Grupo politípico flammulatus:
  - Attila spadiceus pacificus Hellmayr, 1929 – litoral del oeste de México desde el extremo sur de Sonora al sur hasta el oeste de Oaxaca.
  - Attila spadiceus cozumelae Ridgway, 1885 – isla Cozumel, litoral noreste de Quintana Roo.
  - Attila spadiceus gaumeri Salvin & Godman, 1891 – norte de la península de Yucatán (sureste de México), incluyendo las islas de Holbox, Meco y Mujeres.
  - Attila spadiceus flammulatus Lafresnaye, 1848 – sureste de México (sur de Veracruz y norte y sureste de Oaxaca al este hasta el sur de Quintana Roo y Chiapas), Guatemala, Belice y centro norte de Honduras.
  - Attila spadiceus salvadorensis Dickey & van Rossem, 1929 – El Salvador al sur hasta el noroeste de Nicaragua.
  - Attila spadiceus citreopyga (Bonaparte), 1854 – este de Honduras y Nicaragua al sur hasta el centro oeste de Panamá (Veraguas).
  - Attila spadiceus parambae Hartert, 1900 – oeste de Colombia (centro de Chocó) al sur hasta el noroeste de Ecuador (al sur hasta Manabí y Pichincha).
  - Attila spadiceus sclateri Lawrence, 1862 – este de Panamá (al este desde Colón y este de Coclé) y adyacente noroeste de Colombia (alto valle del Sinú).
  - Attila spadiceus caniceps Todd, 1917 – medio valle del Magdalena y bajo valle del  Sinú en el norte de Colombia.
  - Attila spadiceus parvirostris Allen, 1900 – norte de Colombia (región de Santa Marta) y noroeste de Venezuela (cuenca de Maracaibo).

- Grupo politípico spadiceus/uropygiatus:

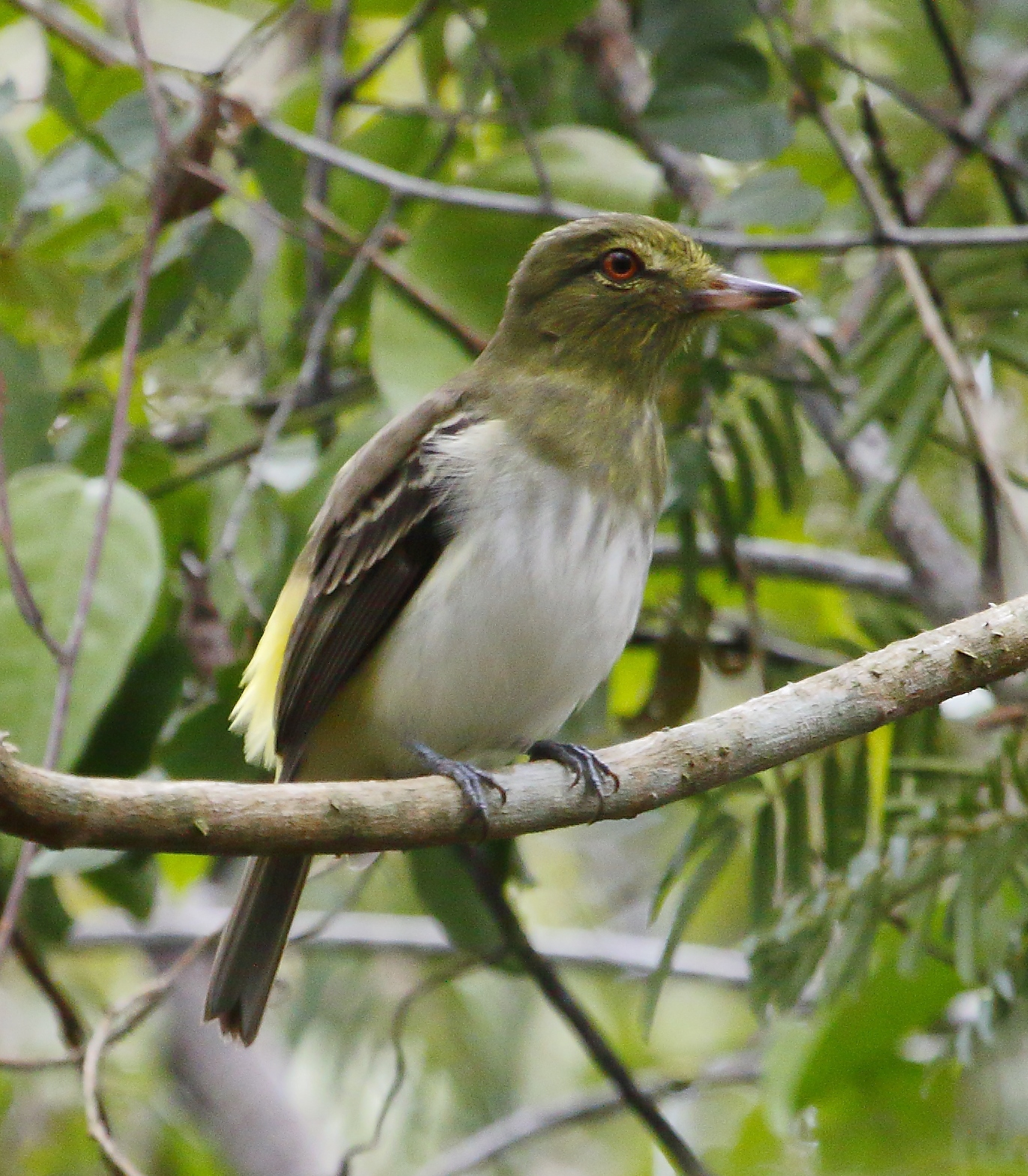
Attila spadiceus uropygiatus en Linhares, Espírito Santo, Brasil.

- - Attila spadiceus spadiceus (Gmelin), 1789 – oeste y norte de Venezuela (Táchira, oeste de Apure, sureste de Lara, y Falcón al este hasta Aragua), Trinidad, y la integridad de las cuencas del Amazonas y del Orinoco desde el sureste de Colombia al noreste hasta las Guayanas y al sur hasta el este de Ecuador, este de Perú, norte de Bolivia y sur de la Amazonia brasileña.
  - Attila spadiceus uropygiatus (Wied-Neuwied), 1831 – litoral del este de Brasil (Pernambuco, Alagoas, sur de Bahía, Espírito Santo, Río de Janeiro).